# سیارک ۴۳۳۹
سیارک ۴۳۳۹ (به انگلیسی: 4339 Almamater، نامگذاری:1985UK) چهار هزار و سیصد و سی و نهمین سیارک کشف شده‌است که در ۲۰ اکتبر ۱۹۸۵ کشف شد.
قدر مطلق سیارک برابر ۱۳٫۶۰ است.